# Thoraise
Thoraise ist eine französische Gemeinde mit 336 Einwohnern (Stand: 1. Januar 2022) im Département Doubs in der Region Bourgogne-Franche-Comté. Sie gehört zum Arrondissement Besançon und ist Mitglied im Gemeindeverband Grand Besançon Métropole. Die Bewohner werden Thoraisiens und Thoraisiennes genannt.

## Geographie
Thoraise liegt auf 250 m, etwa zwölf Kilometer südwestlich der Stadt Besançon (Luftlinie). Das Dorf erstreckt sich am westlichen Rand des Juras, auf einem felsigen Vorsprung, der vom Doubs mit einer weiten Schleife umflossen wird, am Nordwestfuß des Mont.
Die Fläche des 3,99 km² großen Gemeindegebiets umfasst einen Abschnitt des westlichen französischen Juras. Die westliche und nördliche Grenze verläuft entlang dem Doubs, der hier durch eine breite Talniederung fließt und einen großen Bogen nach Norden um den Vorsprung von Thoraise zeichnet. Dieser Vorsprung erhebt sich rund 20 bis 30 m über dem Talboden und ist im Südosten mit der Höhe des Mont verbunden, der in geologisch-tektonischer Hinsicht zum System der Jura-Randkette gehört. Auf dem bewaldeten und an seinem steilen, gegen den Doubs gerichteten Nordosthang auch von Kalkfelsen durchzogenen Berg wird mit 411 m die höchste Erhebung von Thoraise erreicht. Mit dem Canal Monsieur, einem Teilabschnitt des Rhein-Rhône-Kanals, wird die Flussschleife von Thoraise abgeschnitten und der Bergvorsprung untertunnelt.
Nachbargemeinden von Thoraise sind Grandfontaine und Montferrand-le-Château im Norden, Busy und Vorges-les-Pins im Osten, Boussières im Süden sowie Torpes im Westen.

## Geschichte
Das Gemeindegebiet von Thoraise war schon sehr früh besiedelt. Es wurden Überreste aus der gallorömischen Epoche gefunden, darunter Mauerfundamente, Mosaiken, Münzen und Keramikfragmente aus dem 2. Jahrhundert. Das Schloss und die Herrschaft Thoraise gründete der Herr von Montferrand Mitte des 13. Jahrhunderts für einen seiner Söhne. Im Lauf der Zeit gehörte die Herrschaft den Familien Achey und Grammont, bevor sie im Zuge der Französischen Revolution an den Staat kam. Zusammen mit der Franche-Comté gelangte Thoraise mit dem Frieden von Nimwegen 1678 definitiv an Frankreich.

## Sehenswürdigkeiten

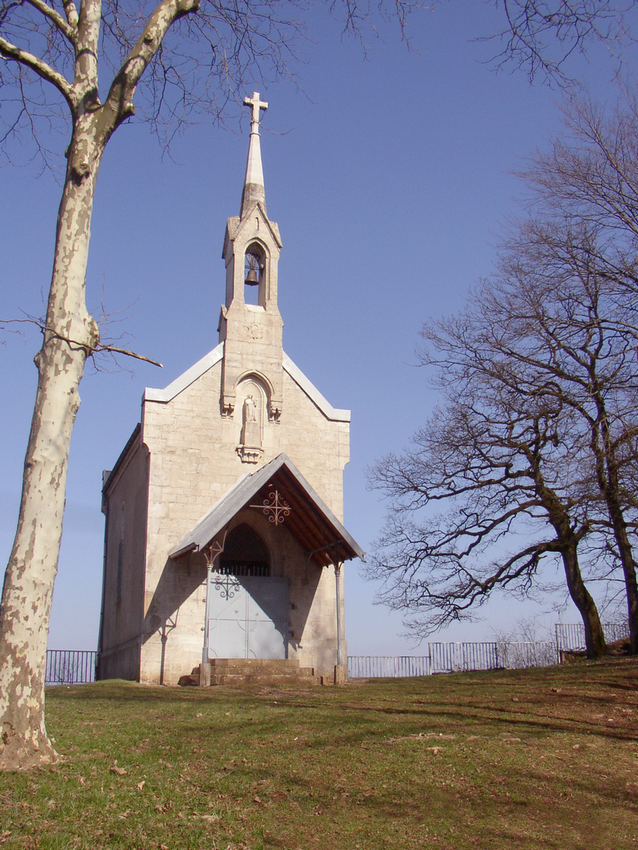
Kapelle Notre-Dame-du-Mont

- Die Dorfkirche Sts-Pierre-et-Paul wurde im 18. Jahrhundert erbaut.
- Das aus dem 13. Jahrhundert stammende Schloss wurde restauriert und besitzt zwei Türme.
- Auf der Anhöhe des Mont befindet sich die Kapelle Notre-Dame du Mont (18. Jahrhundert), von der sich ein schöner Ausblick auf das Doubstal bietet.

## Bevölkerung
| Jahr                       | 1962 | 1968 | 1975 | 1982 | 1990 | 1999 | 2005 | 2018 |
| Einwohner                  | 152  | 165  | 153  | 189  | 249  | 239  | 283  | 355  |
| Quellen: Cassini und INSEE |      |      |      |      |      |      |      |      |

Mit 336 Einwohnern (Stand 1. Januar 2022) gehört Thoraise zu den kleinen Gemeinden des Départements Doubs. Nachdem die Einwohnerzahl in der ersten Hälfte des 20. Jahrhunderts abgenommen hatte (1896 wurden noch 210 Personen gezählt), wurde seit Mitte der 1970er Jahre wieder ein deutliches Bevölkerungswachstum verzeichnet.

## Wirtschaft und Infrastruktur
Thoraise war bis weit ins 20. Jahrhundert hinein ein vorwiegend durch die Landwirtschaft (Ackerbau, Obstbau und Milchwirtschaft) geprägtes Dorf. Daneben gibt es heute einige Betriebe des lokalen Kleingewerbes. Mittlerweile hat sich das Dorf auch zu einer Wohngemeinde gewandelt. Viele Erwerbstätige sind Wegpendler, die in den größeren Ortschaften der Umgebung ihrer Arbeit nachgehen.
Die Ortschaft liegt abseits der größeren Durchgangsstraßen an einer Departementsstraße, die von Besançon nach Byans-sur-Doubs führt. Der nächste Anschluss an die Autobahn A36 befindet sich in einer Entfernung von ungefähr elf Kilometern.